# Ramón Coll Jaumet
Ramón Coll Jaumet fue un director deportivo costarricense y Presidente de la Concacaf de 1961 a 1968. Fue dirigente de la Liga Deportiva Alajuelense. Posteriormente se desempeñó como representante de la compañía cinematográfica PELMEX. El 2 de marzo de 1967 se celebró el 1.er Congreso Ordinario de la Concacaf en Tegucigalpa, Honduras bajo la presidencia de Ramon Coll Jaumet y delegados de 11 Asociaciones Nacionales que tomaron parte en el evento en que las Federaciones de Bermudas y Barbados se convirtieron en miembros oficiales de la Confederación. Fue miembro del Comité Ejecutivo de la Concacaf de 1961 hasta 1974 y miembro honorario del mismo organismo. Fue Representante de Concacaf en el Comité Ejecutivo de la FIFA.  
Falleció en 1984. Es miembro del Salón de la Fama de la Concacaf.  
| Predecesor: 'Ninguno' | Presidente de la Concacaf 1961-1968 | Sucesor: Joaquín Soria Terrazas |

- Datos: Q7290468